# Saint-Dézéry
Saint-Dézéry – miejscowość i gmina we Francji, w regionie Oksytania, w departamencie Gard.
Według danych na rok 1990 gminę zamieszkiwało 220 osób, a gęstość zaludnienia wynosiła 37 osób/km² (wśród 1545 gmin Langwedocji-Roussillon Saint-Dézéry plasuje się na 692. miejscu pod względem liczby ludności, natomiast pod względem powierzchni na miejscu 969.).